# ۱۱۸۶ (میلادی)
۱۱۸۶ (میلادی) هزار وصد و هشتاد و ششمین سال تقویم میلادی است.

## درگذشتگان
‎